# سربازان اعدام
سربازان اعدام فیلم تلویزیونی محصول سال ۱۳۸۹ به کارگردانی پرویز شیخ‌طادی و تهیه‌کنندگی علیرضا خاتمی می‌باشد که از شبکه چهار پخش شد.
این فیلم، داستان زندانیانی است که در زمان انقلاب در زندان حکومت پهلوی محکوم به اعدام شده‌اند. این داستان دوران معاصر و آزادسازی زندانیان سیاسی در سال ۱۳۵۷ را روایت می‌کند. این فیلم تلویزیونی به شخصیت زنان و نقش آنها در بحبوحه انقلاب پرداخته است.

## بازیگران
- میرطاهر مظلومی
- مونس نوحی
- امیریل ارجمند
- پیام ملک‌زاده
- محمدعلی دیباج
- میثاق جمشیدی
- آرمین نوروزی
- داوود بختیاری
- زهرا پناهی
- سعید ابک